# Bassula
A bassula é um tipo de desporto de combate e arte marcial tradicional de Angola. Consiste em agarrar e imobilizar o oponente, mas principalmente derrubá-lo pegando ou tocando-o e, sem golpes, levá-lo ao chão.

## Etimologia
O termo "bassula" significa "rasteira", ou a queda dada ao adversário, que é o zênite do desporto.

## Histórico
Esta arte era praticada pelos axiluandas e bessangães no litoral da província luandina, uma tradição desenvolvida principalmente entre os pescadores da baía de Luanda.
Um dos últimos mestres foi António Joaquim "Cabetula" que nasceu em na Ilha de Luanda, em 1920, e faleceu em 2004, aos 84 anos, no bairro da Boavista (antiga Mussenda). A Cabetula é atribuído a passagem de conhecimento das técnicas de quedas (kibwas) e chaves (kapangas), praticadas em forma de jogo acrobático entre a comunidade tradicional litorânea. Esta desenvolveu adeptos no Mussulo, na Samba-Corimba e no Cacuaco. Como a prática envolvia áreas praianas e costeiras, a presença do sol e do verão ensolarado passou a ser somada ao rito de treinamento do desporto.

## Estilos

### Bassula de bissoco
A "bassula de bissoco" (amizade) era a verdadeira luta desportiva e recreativa onde familiares, amigos e pessoas de confiança praticavam em ocasiões reservadas.
Em cerimônias de casamento, algumas famílias testavam a bravura do genro numa "bassula de bissoco" com o futuro sogro, onde se revelaria seu caráter. Se fugisse do sentido recreativo e se tornasse competitivo, seu caráter era tido como mal, e se fingisse que não era bom lutador para não faltar com o respeito e simulando derrota, pagaria multa em quantidade de bebidas e alguns quitutes.
A transformação da bassula num desporto majoritariamente de amizade, de fraternidade e de preparação física para a defesa pessoal, tem sido visto como uma forma de perpetuar a cultura para as gerações presentes e vindouras, e em particular para celebração entre os vários elementos miscigenados e cosmopolitas da sociedade pós-independência angolana. A bassula, assim torna-se um desporto que atrai praticantes em todo o país.

### Bassula de coesão ou bessangana
Já os pescadores geralmente treinavam a bassula de coesão (ou bessangana), em que se preparavam para determinados desafios, enfrentamentos na vida social e na defesa pessoal em caso de conflitos com rivais ou vizinhos. A prática vinha da filosofia popular que "a riqueza e a alegria do homem africano é a sua coesão social", vislumbrada em praticas como a bassula. Além disto, a comunidade pescadora ainda conserva crenças na Rainha do Mar e na Quianda, alvo de evocações e de preces nos rituais de prática. Na bassula bessangana há uma tentativa de manter as técnicas e manuseamento dos instrumentos de pesca, a rebita, os trajes peculiares dos homens e mulheres pescadores.

### Bassula de jinvunda
Em outras ocasiões, muitas das vezes grupos de dança rivais se enfrentavam no carnaval em Angola com lutas de bairros, com conflitos violentos com uso da bassula. Este combate violento é denominado "bassula de jinvunda" e não exclui o uso de técnicas e habilidades proibidas, e uso artefatos como aduelas (tábuas de barril) e navalhas.